# Mandrágora (novela)
Mandrágora es una novela de aventuras con temática fantástica escrita por Laura Gallego García.
Fue publicada en junio de 2003 por la editorial Pearson Educación bajo el sello editorial Alhambra. Posteriormente, la editorial Bromera lanzó una edición en catalán dentro de su colección Esfera.
En la novela se pretende fusionar las novelas de tipo medieval fantástico con las películas y series televisivas de adolescentes en institutos. El resultado es que las relaciones estereotipadas de un instituto se producen en un castillo medieval.Y bosque

## Argumento
En el prólogo se relata la realización de una invocación demoníaca en los sótanos del castillo del rey Héctor.
La historia comienza con una discusión entre el rey Héctor y la reina Leonora sobre la prolongada desaparición de su sabio, Cornelius, que finaliza con el inicio de la búsqueda de uno nuevo. A esta demanda responde Zacarías, un sabio errante de renombre que establece como condición para ofrecer sus servicios mantener junto a él a su aprendiz. No obstante, surge el problema de que su aprendiz es también su hija, Miriam, educada como erudita, y la reina no está dispuesta a permitir que una doncella de su corte no esté instruida como tal, de manera que el rey establece que la joven deberá repartir su tiempo entre ambas actividades.
La noche de su llegada al castillo, y tras recibir la primera lección de estilismo cortesano del ama Brígida, Miriam conoce a la princesa Ángela y a sus doncellas, Isabela de Rosia y Valeria del Lago, que la tratan de forma despectiva debido a que consideran que no es más que una plebeya. Durante la cena se presentan, con cierto retraso, el apuesto príncipe Marco y sus compañeros Darío, Rodrigo de Rosia y Santiago. Miriam comienza entonces a sentirse atraída por el príncipe, pero en ese momento Santiago la ofende mediante una grandilocuente broma, y como resultado ella lo abofetea y abandona la cena entre la hilaridad general.
Esa misma noche, poco antes del amanecer, Miriam se despierta de una extraña pesadilla en la que una mujer repetía la palabra Mandrágora. Antes de poder volver a conciliar el sueño, oye los pasos de alguien a quien no ve, y los sigue hasta la habitación de su padre, donde se encuentra repentinamente a Cornelius rebuscando en una estantería, quien, al percibir su presencia, desaparece con increíble facilidad. Cuando la joven despierta a Zacarías, este examina la estantería y descubre tras ella una habitación secreta llena de libros sobre magia oscura, lo que revela que Cornelius es en realidad un nigromante.
En los días sucesivos, Miriam conoce la corte y notando las diferencias que la separan de los otros jóvenes, se enemista aún más profundamente con la princesa y sus doncellas, sigue teniendo a la mujer en sus pesadillas e investiga sobre las propiedades de la mandrágora.
Poco después se celebra un baile con motivo del cumpleaños del príncipe Marco, al que asisten todos los nobles del reino y parte de la corte del rey Simón. Justo antes de llegar, Miriam escucha involuntariamente una acalorada discusión entre el rey Héctor y el conde Gregor de Castel Forte, en la que el primero se negaba a ayudar al segundo, creando malestar en ambas partes. Al entrar al baile, Miriam conoce al cortés conde Ricardo de Rosia, antes de encontrarse con su padre. En ese momento, al sabio le asalta su homólogo, Nemesius, y ambos se enzarzan en una batalla dialéctica de citas latinas. Mientras tanto, Miriam, eclipsada por las mucho más refinadas damas presentes, es abordada por Santiago, pero acaban discutiendo y ella abandona el baile.
Mientras recorre los pasillos, vuelve a escuchar pasos, y se da cuenta de que quien los produce se halla dentro de los muros. Entonces es sobresaltada por Santiago, que la había seguido, y él le sugiere buscar en la torre. Cuando llegan allí, encuentran a Zacarías herido. Tras recuperarse, descubre que el agresor, que no era otro que Cornelius, había ido a la torre a llevarse uno de sus libros de nigromancia, que trataba sobre la invocación de espíritus. Antes de poder concluir el análisis de libros, la reina Leonora les interrumpe, ordenando la elaboración de una carta astral a Zacarías y la asistencia de Miriam a la justa que estaba a punto celebrarse.
La justa transcurrió con normalidad hasta que un caballero, completamente cubierto por su armadura y al que se creía muerto, se batió contra el príncipe Marco con claras intenciones asesinas y, cuando se disponía a asestarle el golpe que acabaría con su vida, comenzó a mostrar síntomas de desorientación y huyó del recinto. Mientras Zacarías atiende al príncipe, Miriam y Santiago siguen al caballero hasta el bosque, donde pierden su rastro. Entonces un ciervo, comportándose de forma extremadamente extraña, les guía hasta él. No obstante, solo alcanzan a ver como el caballero se despide antes de que las piezas de su armadura caigan estrepitosamente, sin que haya nada en su interior.
Al consultar a Zacarías, este concluye que Cornelius planea crear un ejército de caballeros espectrales, es decir, almas de caballeros muertos encerrados en sus armaduras, y que necesita un capitán vivo para dirigirlos. Cuando están a punto de encontrar el contrahechizo, descubren que el nigromante había arrancado varias páginas de los libros, provocando la ira e indignación del sabio y su hija.
Los dos jóvenes deciden investigar los pasadizos del castillo, pero en ese momento les interrumpe el príncipe Marco, buscando a Santiago; al ver la actitud de Miriam, Santiago se da cuenta de que está enamorada del príncipe y, cuando se lo comenta, ella descubre que Santiago está a su vez enamorado de ella. El asunto se complica cuando el príncipe pide a Miriam que le dé clases particulares, lo que provoca una nueva discusión entre Santiago y Miriam, ya que él sabe que la intención del príncipe con dichas clases es no parecer inculto ante la princesa Rosalía. Después, Santiago confiesa que él le dio la idea de las clases al príncipe para que estuviera con Miriam, y ambos se reconcilian.
Decidida a enamorar al príncipe a cualquier precio, y tras volver a soñar con la mujer, Miriam sale de noche a buscar mandrágoras con las que elaborar un filtro de amor. Durante la búsqueda, se encuentra con las Guardianas del Bosque, una hermandad de brujas silvanas quienes, tras entregarle la planta, le revelan que es una de ellas. Incapaz de aceptarlo, Miriam vuelve al castillo y decide no preparar el filtro.
En ese momento, oye por tercera vez a alguien recorriendo a hurtadillas los pasadizos del castillo, pero en esa ocasión no se trata de Cornelius, sino del belicoso duque Alexandro de Alta Roca, el más importante de los nobles del reino. Al verlo, Miriam llega a la conclusión de que él es el capitán de los caballeros espectrales y, cuando corre a avisar del descubrimiento, se encuentra con el conde Ricardo de Rosia. Al ponerle al corriente del caso, ambos examinan el pasadizo y descubren el laboratorio de Cornelius, que conecta con la torre del sabio y con una salida secreta del castillo.
Al día siguiente, Miriam, tras dormir hasta muy tarde debido a las experiencias de la noche, es requerida por el duque de Alta Roca, y se lleva la mayor de las sorpresas al encontrarse a Santiago, quien le explica que él es el hijo del difunto duque, cuya vida había sido arrebatada por el conde Ricardo de Rosia en el duelo al que le había retado esa mañana. Además, para complicar aún más la situación, el nuevo duque la escucha accidentalmente cuando Miriam explica a lo ocurrido a Zacarías, revelando que ella es la causante indirecta de la muerte de su padre.
En ese momento, al sabio y a su hija les llega un requerimiento de parte del rey Héctor para comparecer ante él. El rey quería saber que era lo que había ocurrido con Cornelius y el duelo, y porqué el laboratorio del nigromante conducía a la torre que ocupaba Zacarías, cuando sufrió los efectos de un envenenamiento. Para salvarle, Miriam utiliza la mandrágora, por lo que ella y su padre son acusados de brujería y arrestados.
Mientras están encerrados, Santiago les visita y les oye preguntarse la identidad del envenenador, lo que le hace creer en su inocencia; la razón de su visita es anunciarles de que un ejército de caballeros espectrales estaba invadiendo el reino, y que él debía partir a luchar. Poco después, el ama Brígida y la criada de Miriam, María, les ayudan a escapar a petición del joven duque.
Así, mientras el ejército del rey pierde ante el de los caballeros espectrales, Miriam se dirige al bosque para pedir ayuda a las Guardianas del Bosque y Zacarías a la ciudad en busca de Cornelius. Las tropas reales se repliegan al castillo mientras las brujas con Miriam forman una barrera mágica contra los espectrales, por lo que el capitán envía a un caballero a pedir instrucciones a Cornelius, caballero que es seguido por Zacarías hasta la guarida del nigromante.
Aprovechando la barrera mágica, los soldados del rey vuelven al ataque, y Santiago descubre que el capitán es el conde Ricardo de Rosia y, cuando se enfrenta a él, el conde traidor ordena a sus esbirros espectrales que lo maten. No obstante, gracias a la distracción provocada por la lucha entre Zacarías y Cornelius, este pierde el control sobre los mismos y quedan momentáneamente desorientados, lo que es aprovechado por el joven para dejar al conde fuera de combate. Al perder a su capitán vivo, los caballeros espectrales eligen como nuevo líder aquel de entre ellos que falleció más recientemente, el duque Alexandro de Alta Roca. Incapaz de matar a su hijo, el difunto duque se rebela contra el dominio del nigromante y ordena bajar las armas. Mientras tanto, Zacarías consigue vencer finalmente a Cornelius.
En el final de la narración se relatan los diferentes destinos de cada personaje: la corte prefiere mantener los hechos en el olvido, Cornelius y el conde Ricardo de Rosia son castigados con la prisión y Miriam abandona el castillo para encontrarse a sí misma.

## Marco espacial y cronológico
Toda la historia se desarrolla en tres lugares distintos, el castillo del reino ficticio del rey Héctor, y el bosque y la ciudad anexos, sin que se aclare dónde ni cuando está situado; pese a ello, la forma de vida y las menciones históricas que se producen lo enmarcan en la Europa medieval

## Lista de capítulos
Como todas las novelas de Laura Gallego García, Mandrágora consta de catorce capítulos, junto con prólogo y epílogo.
- Prólogo: El nigromante

1. El sabio y su aprendiz
2. En la corte del rey Héctor
3. La biblioteca secreta de Cornelius
4. ¿Cuál es mi lugar en el mundo?
5. El baile
6. Se descubre el fantasma
7. Una justa accidentada
8. Caballeros espectrales
9. Las Guardianas del Bosque
10. Al final del túnel
11. Jugo de acónito y raíz de mandrágora
12. Prisioneros
13. La prohibición
14. La última orden del capitán

- Epílogo: Adiós a la corte